# Amazy
Amazy este o comună în departamentul Nièvre din centrul Franței. În 2009 avea o populație de 241 de locuitori.

## Evoluția populației
| An        | 1975 | 1982 | 1990 | 1999 | 2006 | 2009 |
| --------- | ---- | ---- | ---- | ---- | ---- | ---- |
| Populație | 228  | 233  | 244  | 246  | 241  | 241  |